# Hulewicze (rejon żytkowicki)
Hulewicze (biał. Гулевічы, Hulewiczy; ros. Гулевичи, Hulewiczi) – wieś na Białorusi, w obwodzie homelskim, w rejonie żytkowickim, w sielsowiecie Jurkiewicze.
Położone są przy dużych stawach rybnych.

## Historia
W XIX i w początkach XX w. folwark położony w Rosji, w guberni mińskiej, w powiecie mozyrskim.
Po I wojnie światowej pod administracją polską, w Zarządzie Cywilnym Ziem Wschodnich, w okręgu brzeskim, w powiecie mozyrskim.
W wyniku postanowień traktatu ryskiego znalazły się w granicach Związku Sowieckiego. W okresie międzywojennym położone były w pobliżu granicy z Polską. Od 1991 w niepodległej Białorusi.